# Jasper Iwema
Jasper Iwema (Hooghalen, 1989. november 15. –) holland motorversenyző, jelenleg a MotoGP 125 köbcentiméteres géposztályában versenyez.

## Életpályája
A sorozatban 2007-ben mutatkozhatott be, szabadkártyásként. Első pontjait 2009-ben szerezte.

## Teljes MotoGP-eredménylistája
(Táblázat értelmezése)

(Félkövér: pole-pozícióból indult; dőlt: leggyorsabb kört futott) 

| Év   | Géposztály | Motor   | 1      | 2       | 3      | 4      | 5      | 6      | 7       | 8       | 9       | 10      | 11     | 12      | 13     | 14      | 15     | 16      | 17  | Poz. | Pont |
| ---- | ---------- | ------- | ------ | ------- | ------ | ------ | ------ | ------ | ------- | ------- | ------- | ------- | ------ | ------- | ------ | ------- | ------ | ------- | --- | ---- | ---- |
| 2007 | 125 cm³    | Honda   | QAT    | SPA     | TUR    | CHN    | FRA    | ITA    | CAT     | GBR     | NED 32  | GER     | CZE    | SMR     | POR    | JPN     | AUS    | MAL     | VAL | HN   | 0    |
| 2008 | 125 cm³    | Seel    | QAT    | SPA     | POR    | CHN    | FRA    | ITA    | CAT     | GBR     | NED 28  | GER     | CZE    | SMR     | IND    | JPN     | AUS    | MAL     | VAL | HN   | 0    |
| 2009 | 125 cm³    | Honda   | QAT 23 | JPN Ret | SPA 24 | FRA 13 | ITA 23 | CAT 21 | NED 19  | GER 19  | GBR Ret | CZE Ret | IND    | SMR 23  | POR 17 | AUS 22  | MAL 18 | VAL 18  |     | 28.  | 3    |
| 2010 | 125 cm³    | Aprilia | QAT 14 | SPA 10  | FRA 12 | ITA 14 | GBR 13 | NED 13 | CAT Ret | GER Ret | CZE 8   | IND 11  | SMR 21 | ARA Ret | JPN 15 | MAL Ret | AUS 16 | POR Ret | VAL | 16.  | 34   |

## Külső hivatkozások
- Profilja a MotoGP hivatalos weboldalán